# Curva de dragão

Evolução da curva do dragão

A Curva de Dragão também conhecido como Curva de (ou do) Dragão Harter-Heighway ou Dragão “Jurassic Park” foi trabalhada pelos cientistas da NASA John Heighway, Bruce Banks e William Harter, também é citada em uma edição da revista Scientific American por Martin Gardner na década de 60, onde era aplicada em jogos matemáticos, ao qual eram sua especialidade.

## Construção
A construção da curva de dragão obedece a uma iteração que se duplica a cada nível. A cada iteração a curva se assemelha ao semblante de um dragão, quando passa-se para uma quantidade maior de iterações, normalmente com a décima iteração já pode-se observar a apresentação de um comportamento dinâmico dos padrões da curva, onde nota-se mais intensamente as características de um objeto fractal, sendo classificado segundo sua função de iteração possuindo uma regra fixa para sua construção geométrica. O fractal de dragão é o limite das iterações ao infinito.

iteração nível 3
iteração nível 6
iteração nível 10

O método de construção mais usado é conhecido como Sistema de Lindenmayer ou L-System, desenvolvido por Aristid Lindenmayer amplamente usado para modelar processos de desenvolvimento de plantas, seu uso também foi estendido para a "criação" de fractais que possuam autossimilaridade.